# Liste der Stadtbezirke und Stadtteile von Bottrop

Lageskizze der Stadtteile von Bottrop

Der hiesige Artikel listet alle Bauerschaften, Stadtteile, statistische Bezirke und Stadtbezirke der kreisfreien Stadt Bottrop. Dabei wird zunächst ein historischer Überblick skizziert und im Hauptkapitel dann das heutige Stadtgebiet eineindeutig in heutige Teileinheiten gegliedert. Bottrop gliedert sich zunächst in Alt-Bottrop im Süden und die bis 1975 eigenständige Gemeinde Kirchhellen im Norden. Diese zerfallen in insgesamt 17 nominelle Stadtteile, von denen 7 auf Kirchheller Gebiet liegen.
Parallel dazu gliedert sich die Stadt in ebenfalls 17, von den Einwohnerzahlen her deutlich weniger variierende statistische Bezirke, von denen nur 4 auf Kirchhellen fallen. Dabei umfassen die dichter besiedelten Stadtteile mehrere statistische Bezirke, während die dünner besiedelten Stadtteile zu mehreren einen statistischen Bezirk bilden. In Einzelfällen sind auch statistische Bezirke und Stadtteile weder Über- noch Untereinheiten voneinander bzw. weichen die Grenzziehungen ab, siehe Abschnitt zu den Abweichungen.
Als kreisfreie Stadt ist Bottrop verpflichtet, mindestens drei Stadtbezirke zu bilden. Kirchhellen bildet einen eigenen Stadtbezirk, Alt-Bottrop wird in zwei Stadtbezirke unterteilt. Dabei umfassen die Alt-Bottroper Stadtbezirke je ungefähr drei bzw. sieben der Stadtteile, jedoch weicht die Grenzziehung hier deutlich von denen der statistischen Bezirke und Stadtteile ab.

## Historische Aufteilung und Überblick
Bottrop und Kirchhellen gehörten jahrhundertelang zum Vest Recklinghausen und dann zum Kreis Recklinghausen. Sie bildeten, zusammen mit Osterfeld (heute Stadtteil von Oberhausen), ab 1816 die Bürgermeisterei Bottrop, aus der 1844 das Amt Bottrop hervorging.

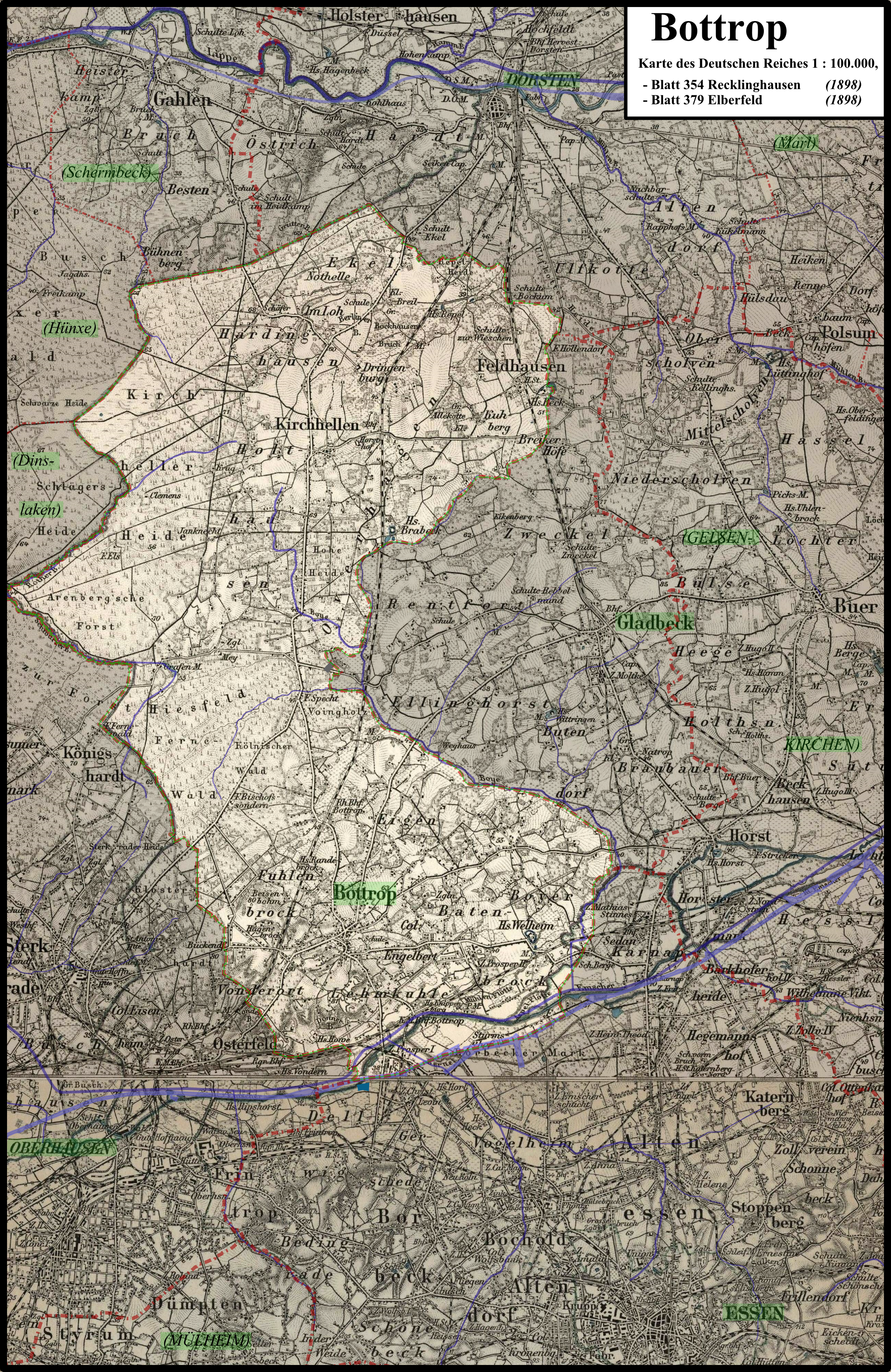
Karte des Deutschen Reiches 1 : 100.000 des heutigen Bottroper Gebietes Ende des 19. Jahrhunderts

### Alt-Bottrop
Zur Gemeinde Bottrop gehörten, neben dem Kernort, von Alters her die folgenden Bauerschaften (im Uhrzeigersinn):
- Fuhlenbrock im Nordwesten
- Eigen (früher Schlangenholt) im Norden
- Batenbrock im Osten
- Boy (früher: Boyer) im äußersten Ostnordosten
- Lehmkuhle im Süden
- Vonderort im Südwesten

Im Osten bildete sich um den Wohnplatz Haus Welheim der Stadtteil Welheim auf Boyer und Batenbrocker Gebiet. Südlich Welheims liegt, auf dem Gebiet der früheren Borbecker Mark im heutigen Grenzgebiet zu Essen, der heutige Stadtteil Welheimer Mark sowie, westlich davon, der heutige Stadtteil Ebel. Von der früheren Ausdehnung der Bauerschaft Vonderort gehören heute Teile zu Oberhausen.

### Kirchhellen
Durch die 1975 vollzogene Eingemeindung der nördlichen Nachbargemeinde Kirchhellen (für eine nur kurzlebige, noch weitere Ausdehnung siehe Glabotki) verdoppelte sich die Fläche des Stadtgebiets bzw. wuchs sogar um 138 % an.
Mit Kirchhellen kamen, neben dem Kernort, die folgenden Bauerschaften hinzu (im Uhrzeigersinn die Lage relativ zum Kirchheller Kernort):
- Holthausen im Süden und Westen
- Hardinghausen im Nordwesten
- Ekel im äußersten Norden
- Overhagen im Osten
- Feldhausen im äußersten Osten

Feldhausen war die einzige Bauerschaft, die, wie Kirchhellen, über ein Kerndorf verfügte. Inzwischen ist jedoch Grafenwald, im Süden des früheren Gebiets Holthausens und unmittelbar nördlich an Alt-Bottrop anschließend, der nach Kirchhellen-Mitte einwohnertechnisch zweitgrößte Ortsteil des Kirchheller Teil-Stadtgebiets.

## Strukturierte Liste der heutigen statistischen Bezirke und Stadtteile

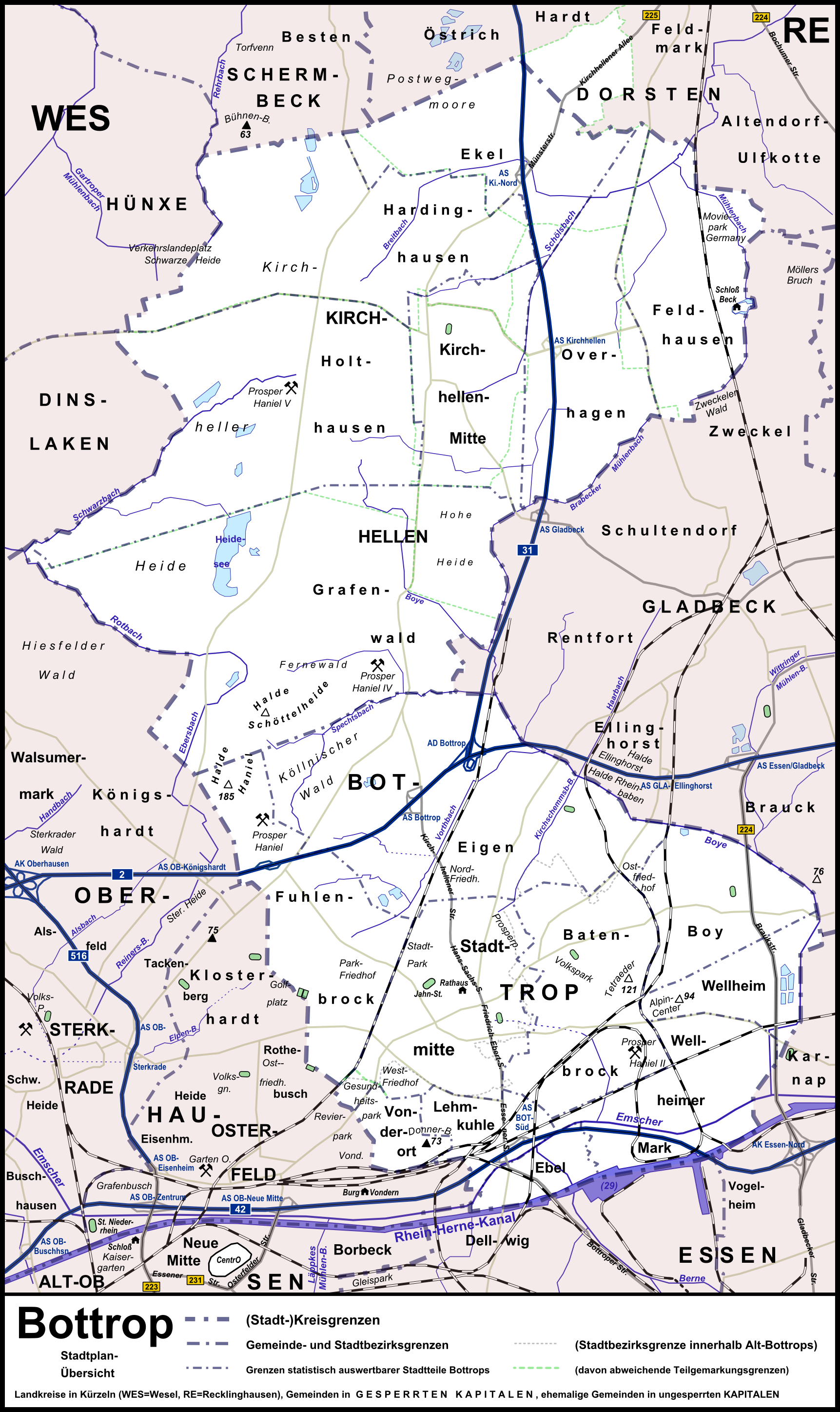
Detailkarte der Stadtteile Bottrops

Folgendermaßen gliedert sich die Stadt Bottrop in Stadtbezirke, statistische Bezirke (zweistellige Zahlen) und Stadtteile („→“); (Flächenangaben und Einwohnerzahlen vom 31. Dezember 2014 in Klammern):
- 1–3 Stadtbezirk Bottrop-Mitte (Summen jeweils: 22,88 km²; 54.705 EW)
  - 1 → Stadtmitte (5,48 km²; 25.009 EW – Stadtteil: 5,29 km²)
    - 11 Altstadt (0,66 km²; 5.125 EW)
    - 12 Nord-Ost (1,82 km²; 9.046 EW)
    - 13 Süd-West (3,00 km², davon 0,19 km² im Stadtteil Vonderort; 10.838 EW)

  - 2 → Fuhlenbrock (5,68 km²; 13.667 EW)
    - 21 Fuhlenbrock-Heide (1,22 km²; 4.607 EW)
    - 22 Fuhlenbrock-Wald (4,46 km²; 9.060 EW)

  - 3 → Eigen (11,72 km²; 16.029 EW)
    - 31 Stadtwald (6,60 km²; 3.618 EW)
    - 32 Eigen (5,12 km²; 12.411 EW)
- 4–6 Stadtbezirk Bottrop-Süd (Summen jeweils: 19,3 km²; 40.599 EW)
  - 4 → Batenbrock (insgesamt 5,61 km²; 19.541 EW)
    - 41 Batenbrock-Nord (2,66 km²; 9.442 EW)
    - 42 Batenbrock-Süd (2,95 km²; 10.099 EW)

  - 5 „Boy“[3] (7,90 km²; 12.946 EW)
    - 51 → Boy (3,54 km²; 8.454 EW)
    - 52 Welheim(/Welheimer Mark-Ost) (4,36 km²; 4.492 EW)
      - 521–524 → Welheim (2,81 km²; 4.379 EW)

  - 6 „Süd“[3] (7,4 km²; 8.112 EW)
    - 61 Ebel/Welheimer Mark (3,15 km²; 2.774 EW)
      - 525, 611, 612, 615 → Welheimer Mark (3,5 km², davon 1,55 km² im statistischen Bezirk 52 Welheim; 1.367 EW[1])
      - 613–614 → Ebel (1,1 km²; 1.520 EW[1])

    - 62 Süd (2,61 km²; 5.338 EW)
      - 622–623 → Lehmkuhle (1,6 km²; 2.605 EW[1])
      - 621 → Vonderort (1,2 km², davon 0,19 km² im statistischen Bezirk 13 Süd-West; 2.733 EW[1])
- 7 Stadtbezirk Bottrop-Kirchhellen (Summe 58,46 km²; insgesamt 20.416 EW)
  - 71 → Kirchhellen-Mitte (4,73 km²; 10.700 EW – Stadtteil: 3,53 km²)
  - 72 → (Kirchhellen-Süd/)Grafenwald (16,59 km²; 5.736 EW  – Stadtteil: 13,95 km²)
  - 73 Kirchhellen-Nord-West (25,47 km²; 1.507 EW – Summe der Stadtteile: 26,93 km²)
    - 735–736 → Holthausen (11,29 km²; 663 EW – Stadtteil: 11,74 km²)
    - 732–733, SW von 731 und 734[4] → Hardinghausen (9,05 km²; 681 EW – Stadtteil: 9,68 km²)
    - 731 und 734 ohne SW[4] → Ekel (5,13 km²; 163 EW – Stadtteil: 5,49 km²)

  - 74 Kirchhellen-Nord-Ost (2.473; 11,67 km² – Summe der Stadtteile: 14,10 km²)
    - 742, 743, 745 → Feldhausen (5,47 km²; 1.706 EW – Stadtteil: 5,64 km²)
    - 741, 744 → Overhagen (6,20 km²; 767 EW – Stadtteil: 8,43 km²)

### Grenzabweichungen zwischen Stadtteilen und statistischen Bezirken
In den folgenden Gebieten sind statistische Bezirke und Stadtteile weder Über- noch Untereinheiten voneinander bzw. weichen die Grenzziehungen ab:
- Der 0,19 km² umfassende Nordwestteil des Gesundheitsparks Quellenbusch (nordwestlich der Osterfelder Straße) liegt im statistischen Bezirk 12 Süd-West, Über-Bezirk 1 „Stadtmitte“, gehört aber zum Stadtteil Vonderort, der ansonsten im statistischen Bezirk 62 Süd des Über-Bezirks 6 „Süd“ liegt.[2]
- Die 1,55 km² umfassende Osthälfte des Stadtteils Welheimer Mark (Baublockgruppe 525) gehört zum statistischen Bezirk 52 Welheim, Über-Bezirk 5 „Boy“, während der Rest der Welheimer Mark zu 61 Ebel/Welheimer Mark in 6 „Süd“ gehört.[2]
- Im Stadtbezirk Kirchhellen weichen allgemein die statistischen Bezirke von den Stadtteilen ab, siehe auch den dortigen Gliederungsabschnitt:
  - Der statistische Bezirk 72  Kirchhellen-Süd/Grafenwald umfasst neben dem Stadtteil Grafenwald noch die nordöstlich anschließende, 2,12 km² umfassende Hohe Heide im äußersten Südwesten Overhagens (südwestlich der Rentforter Straße und des Brabecker Wegs) sowie das 0,46 km² umfassende Dreieck unmittelbar südlich der Lehmschlenke, Stadtteil Holthausen.[1][2]
  - Der statistische Bezirk 71 Kirchhellen Mitte ist mit insgesamt 4,73 km² rund 1,2 km² größer als der gleichnamige Stadtteil.[1] In der Hauptsache wächst der statistische Bezirk gegenüber dem Stadtteil um:[2]
    - das im Südosten ohne erkennbare Trennlinie an den Kernort anschließende Siedlungsgebiet im südlichen Westen Overhagens (0,37 km²)
    - das Gewerbegebiet Felsstraße unmittelbar nordöstlich der namensgebenden Straße und nördlich ihrer westlichen Verlängerung Im Pinntal (0,32 km² im nördlichen Westen Overhagens und  km² und 0,53 km² im äußersten Südosten Hardinghausens)

  - 0,70 km² im Osten Ekels gehören zu Kirchhellen-Nord-Ost und umgekehrt 0,33 km² im Nordwesten Overhagens zu Kirchhellen-Nord-West[2]
  - Der statistische Bezirk 74 Kirchhellen Nord-Ost ist nach Baublockgruppen in Feldhausen und Overhagen aufteilbar, jedoch ist in 73 Kirchhellen-Nord-West nur Holthausen nach Baublockgruppen klar abgetrennt, während von den verbleibenden vier Baublockgruppen zwar zwei eindeutig Hardinghausen zuzuordnen sind, die anderen beiden aber neben Ekel auch erhebliche Teile Hardinghausens beinhalten.[2]

### Grenzabweichungen zwischen Stadtteilen und Stadtbezirken
Die Grenzen der beiden Alt-Bottroper Stadtbezirke zueinander weichen insbesondere an den folgenden Stellen deutlich von denen der Stadtteile ab:
- Im Stadtteil Stadtmitte, jedoch im Stadtbezirk Bottrop-Süd liegen:
  - das Gebiet um den Westfriedhof (0,26 km²)
  - das Gebiet zwischen Altem Südring und Südring (0,05 km²)
  - das Gebiet um die Karl-Englert-Str. und den Nordwesten der Wortmannstraße sowie die Gildestraße (0,19 km²)
  - die Gesamtschule und der Max-Schwarze-Weg (0,09 km²)
  - das Gebiet zwischen Friedrich-Bitter-Weg (W), Beckheide (O), nach SO bis zur und Scharnhölzstraße (0,12 km²)
- Im Stadtteil Eigen, jedoch im Stadtbezirk Bottrop-Süd liegen:
  - das Gebiet nördlich der Tannenstraße mit dem östlich des Kirchschemmsbachs gelegenen Teil der Bannizastraße (0,25 km²)
  - der Nordwesten des Ostfriedhofs zwischen dem Liesenfeldbach im Südosten und der Scharnhölzstraße im Nordwesten (0,28 km²)